# Идомени
Идоме́ни (греч. Ειδομένη) — деревня в Греции. Находится на высоте 108 метров над уровнем моря, на склонах холма Ку́ри, на правом берегу Вардара (Аксьоса), близ границы с Северной Македонией, в 15 километрах к северу от Поликастрона, в 65 километре к северо-западу от Салоник и в 366 километрах к северу от Афин. Входит в общину (дим) Пеонию в периферийной единице Килкисе в периферии Центральной Македонии. Население 154 жителя по переписи 2011 года.
До ноября 1926 года называлась Сеховон (Ματσίκοβο).
К востоку от деревни проходит автострада 1, часть европейского маршрута E75. В Идомени расположена одноимённая железнодорожная станция, связанная линией Скопье — Салоники с Салониками, Белградом и Центральной Европой, первая в Греции по ходу движения поездов после государственной границы.
Населением деревни являются македоняне, коренные и выходцы из Северной Македонии, а также греческие беженцы из Фракии.

## Беженцы
С 2014 года в ходе миграционного кризиса в районе Идомени начали скапливаться беженцы, главным образом из Сирии, Ирака и Афганистана, а также из Марокко, Пакистана и других стран с целью пересечь границу с Северной Македонией.
В 2015 году власти Северной Македонии решили защитить свои границы силами национальной армии от проникновения беженцев. Трудности с перемещением иностранцев на север Европы вынудили греческие власти создать лагерь беженцев в окрестностях города, население которого превысило население Идомени в несколько раз и составило более 5000 человек, по состоянию на 2015 год.

## Сообщество Идомени
В местное сообщество Идомени входят три населённых пункта. Население 309 жителей по переписи 2011 года. Площадь 26,944 квадратных километров.
| Населённый пункт | Население (2011), человек |
| ---------------- | ------------------------- |
| Доганис          | 38                        |
| Идомени          | 154                       |
| Хамилон          | 117                       |

## Население
| Год  | Население, человек |
| ---- | ------------------ |
| 1991 | 265                |
| 2001 | 214                |
| 2011 | ↘ 154              |